# Niphoparmena lindblomi
Niphoparmena lindblomi là một loài bọ cánh cứng trong họ Cerambycidae.